# Halkosaari (ö i Päijänne-Tavastland, Lahtis, lat 61,39, long 25,36)
Halkosaari är en ö i Finland. Den ligger i sjön Päijänne och i kommunen Padasjoki i den ekonomiska regionen  Lahtis ekonomiska region  och landskapet Päijänne-Tavastland, i den södra delen av landet, 140 km norr om huvudstaden Helsingfors. Öns area är 6 hektar och dess största längd är 0,6 kilometer i öst-västlig riktning.